# Guy Willems
Guy Willems, bekend onder zijn pseudoniem Bara, (Riga, 11 juli 1923 - 2003) was een Belgisch cartoonist en stripauteur. Hij is de auteur van Max de ontdekkingsreiziger, een strip die met zijn eenvoudige, visuele humor in zowat veertig landen werd gepubliceerd. Bara gebruikte hierbij weinig woorden en had een voorliefde voor absurde humor. Zijn tekeningen verschenen onder andere in het Britse Punch en het Amerikaanse The New Yorker.

## Carrière
Hij werd geboren in Riga (Letland) als zoon van een Belgisch diplomaat en groeide op in verschillende landen. Kort voor de oorlog keerde het gezin terug naar België en Willems liep er school aan het collège Saint-Michel. Hij begon een studie archeologie aan de universiteit van Leuven maar staakte die om les te gaan volgen aan de Academie van Schone Kunsten in Brussel. In 1945 was hij medeoprichter van het literair-filosofisch-artistiek tijdschrift La Faune en in 1949 van het tijdschrift Vivre. Ondertussen was hij in 1946 begonnen als perstekenaar. In de jaren 1950 woonde en werkte hij in Parijs als perstekenaar onder het pseudoniem Bara. Hij tekende humoristische cartoons voor tal van bladen. 
In 1955 creëerde hij zijn bekende personage Max (Max l'explorateur) voor de krant France-Soir. Maar als spoedig verscheen deze strip in kranten en tijdschriften over de hele wereld. In 1963 werkte hij dit personage uit tot een langere strip met tekstballonnen in stripblad Robbedoes op scenario van Rosy. Max kreeg als metgezel een fotoreporter en beleefde twee lange avonturen in Robbedoes. In 1966 maakte Bara met Max de overstap naar concurrent Kuifje en Vicq werd door zijn scenarist. Maar in de vorm van een langere strip was Max geen succes. Deze strip beleefde zijn hoogtepunt in de jaren 1960, maar werd bijvoorbeeld tot in 1996 gepubliceerd in de Belgische krant Le Soir.
Voor Kuifje tekende Bara Monsieur Ephémere tussen 1968 en 1974. Andere creaties van Bara waren Cro-Magnon voor Zack (vanaf 1973), Super As en Kuifje (vanaf 1975), Sigi (de kleine Frank) voor Zack en Lamy-Bidas voor Robbedoes (1983). Tussen 1971 en 1973 leidde Bara bovendien het humoristische tijdschrift L'Oeuf met als doelpubliek de medische sector.
- Bibliothèque nationale de France: cb14968846z (data)
- International Standard Name Identifier: 0000 0000 0127 731X
- Virtual International Authority File: 64278807